# Fumarato de diroximel
El fumarato de diroximel, vendido bajo la marca Vumerity, es un medicamento utilizado para el tratamiento de las formas recidivantes de la esclerosis múltiple (EM). Actúa como fármaco inmunosupresor y antiinflamatorio. Sus efectos adversos más comunes son los sofocos y los problemas gastrointestinales.
El fumarato de diroximel fue aprobado para uso médico en los Estados Unidos en octubre de 2019, y en la Unión Europea en noviembre de 2021. 

## Usos médicos
El fumarato de diroximel se usa para el tratamiento de la esclerosis múltiple remitente-recurrente. En los EE. UU., también está aprobado para otras formas recurrentes de EM, como el síndrome clínicamente aislado y la enfermedad progresiva secundaria activa.

### Formularios disponibles
El medicamento está disponible como una cápsula blanca de liberación retardada que es resistente al ácido gástrico y solo se disuelve en el intestino.

## Contraindicaciones
Según la etiqueta de la Unión Europea, el fármaco está contraindicado en personas con leucoencefalopatía multifocal progresiva (LMP), una enfermedad del cerebro causada por un virus. En los EE. UU., está contraindicada la combinación con el fármaco estrechamente relacionado dimetilfumarato.

## Efectos secundarios
No se dispone de estudios sistemáticos de efectos adversos con fumarato de diroximel. Los efectos secundarios más frecuentes en los estudios con dimetilfumarato fueron sofocos (en el 34 % de los pacientes tratados con el fármaco, frente al 5 % en el grupo de placebo ) y efectos gastrointestinales como diarrea (14 % frente al 10 %), náuseas (12 % frente al 9 %), dolor abdominal (9 % frente a 4 %), vómitos (8 % frente a 5 %) e indigestión (5 % frente a 3 %). El tres por ciento de los pacientes interrumpieron el tratamiento debido al enrojecimiento, el 4% a causa de los efectos secundarios gastrointestinales. Un efecto adverso raro pero potencialmente mortal puede ser la leucoencefalopatía multifocal progresiva, que se ha observado durante el tratamiento con dimetilfumarato.

## Sobredosis
No se conoce un antídoto específico. Los efectos adversos causados por la sobredosis de fumarato de diroximel se tratan sintomáticamente.

## Interacciones
El fumarato de diroximel no interactúa con las enzimas del citocromo P450 ni con la glucoproteína P. Su metabolito activo, el monometilfumarato, tiene una unión a proteínas plasmáticas relativamente baja del 27 al 45%. Por lo tanto, su potencial de interacciones farmacocinéticas se considera bajo.
Las vacunas inactivadas pueden administrarse bajo el tratamiento con diroximel fumarato, basándose en la experiencia con otros fármacos inmunosupresores, como los estudios con vacunas antitetánicas, neumocócicas y meningocócicas. No se han realizado estudios sobre la eficacia de estas vacunas con fumarato de diroximel. No hay datos disponibles sobre la combinación con vacunas vivas, quimioterapia o inmunosupresores. La nefrotoxicidad podría aumentar cuando el fármaco se combina con antibióticos aminoglucósidos, diuréticos, AINE o litio.

## Farmacología

### Mecanismo de acción
El mecanismo de acción del fármaco no se conoce bien. En estudios preclínicos, activó el factor 2 relacionado con el factor nuclear eritroide 2 (NRF2), un factor de transcripción que se regula bajo estrés oxidativo.

### Farmacocinética

Fumarato de monometilo (FMM), el metabolito activo

Hidroxietil succinimida (HES), el principal metabolito inactivo

Se ha encontrado que la farmacocinética del fumarato de diroximel es prácticamente idéntica a la del fumarato de dimetilo. Ambos son profármacos de monometilfumarato.
Tomar el fármaco con una comida rica en calorías y grasas ralentiza la absorción, pero no tiene un efecto relevante sobre la absorción general. La etiqueta de EE. UU. recomienda no tomar el medicamento junto con comidas altas en calorías y grasas. 
Después de la ingestión, las enzimas esterasas escinden la sustancia antes de llegar a la circulación sistémica, lo que da como resultado monometilfumarato (MMF), el metabolito activo, e hidroxietilsuccinimida (HES), que es inactiva. El fumarato de diroximel en sí mismo no está presente en el torrente sanguíneo. El MMF alcanza concentraciones más altas en el plasma sanguíneo de 2,5 a 3 horas después de la ingestión. Cuando están en el torrente sanguíneo, del 27 al 45% se unen a las proteínas plasmáticas. 
El MMF se metaboliza aún más a fumarato, citrato y glucosa, y finalmente ingresa al ciclo del ácido cítrico y se descompone en dióxido de carbono (CO2). Alrededor del 60 % de la sustancia sale del cuerpo como CO2 a través de los pulmones, el 15,5 % se elimina con la orina (según otra fuente, menos del 0,3 %  ) y el 0,9 % se elimina con las heces. La vida media terminal es de una hora.
El HES se elimina principalmente con la orina (58 a 63%). 

## Química
La sustancia es un polvo de color blanco a blanquecino. Es ligeramente soluble en agua; es decir, su solubilidad está entre 1:100 y 1:1000. La molécula es aquiral. El doble enlace del resto fumarato tiene notación E-Z.

## Historia
Este medicamento fue formulado por Alkermes en colaboración con Biogen.

## Sociedad y cultura

### Estatus legal
El fumarato de diroximel fue aprobado para uso médico en los Estados Unidos en octubre de 2019.
El 16 de septiembre de 2021, el Comité de Medicamentos de Uso Humano (CHMP) de la Agencia Europea de Medicamentos (EMA) adoptó una opinión positiva, recomendando la concesión de una autorización de comercialización del medicamento Vumerity, destinado al tratamiento de adultos con esclerosis múltiple remitente. El solicitante de este medicamento es Biogen Netherlands BV Fue aprobado para uso médico en la Unión Europea en noviembre de 2021.